# In Roots
In Roots (In Roots - the Essence of Blues) je hrvatski blues sastav iz Splita. 

## Povijest
Osnovali su ga krajem 2013. godine izvođači Ivana Čović, Vicko Franić i Predrag Lovrinčević koji su duže godina svirali u raznim mnogobrojnim blues i rock sastavima kao što su najveći današnji hrvatski blues sastav Harpoon Blues Band, zatim Made in Iron, Floydian Split i dr. Ime znači "u korijenima". Projekt je punim nazivom In Roots - the essence of blues ("U korijenima - esencija bluesa"). Nadahnuće su našli u tradicionalnom bluesu koji je dugogodišnja fascinacija Vicku Franiću i Predragu Lovrinčeviću: Delta, Mississippi Hill Country blues, Boogie i Swamp blues, te te utjecaj tih glazbebih stilova na mnoštvo današnjih glazbenih stilova. Autori koji su im uzori su R.L.Burnside, Slim Harpo, Bo Diddley, Little Walter, Charlie Musselwhite te od modernijih Moreland & Arbuckle, Jack White (White Stripes), Ben Harper, Dan Auerbach (Black Keys). Nakon dugogodišnjeg sviranja u drugih sastavima, Franić i Lovrinčević su se prvi put ovako jako tematski odredili. Projekt In Roots im je njihova vizija "kako bi stari blues majstori sa juga možda zvučali danas. Kažem možda, jer u osnovi ovo što mi radimo je upravo njihova glazba izvedena na jedan moderan način", odnosno eksplozivan sraz starog i novog, to je band energičnog nastupa i modernog ali iskrenog i izravnog pristupa bluesu.
Autorske stvari stvorili su tako da su istrgnuli "klasični, tisuću puta viđeni i najčešće suhoparni 12-taktni obrazac, sa solom ili dva na gitari kao više ili manje maštovitim lajt motivom", držeći se stava da je bluesu općenito potreban novi duh (posebice u hrvatskom bluesu), pa makar "djelomično transfundirana iz minimalističke snage punka".

## Članovi
Članovi su:
- Ivana Čović - bubnjevi
- Predrag Lovrinčević - vokal, usna harmonika, udaraljke
- Vicko Franić - cigar box, električna i akustična gitara i vokal

## Vanjske poveznice
- Službene stranice  Arhivirana inačica izvorne stranice od 6. listopada 2019. (Wayback Machine)
- In Roots na Facebooku
- In Roots na YouTubeu
- In Roots na SoundCloudu
- In Roots na BandCampu